# 罗伯特·科克斯·默顿
罗伯特·科克斯·默顿（Robert Cox Merton，1944年7月31日—），美国经济学家，麻省理工学院教授，由于在衍生性金融商品定价方面的贡献获得1997年诺贝尔经济学奖。

## 生平
默顿出生于纽约市，父母分别为著名社会学家罗伯特·K·默顿和苏珊·卡哈特。他在纽约哈得孙河畔黑斯廷斯长大。1966年毕业于哥伦比亚大学工程与应用科学学院并获工程数学学士学位。后分别在加州理工学院、麻省理工学院获理学硕士和经济学博士学位。在麻省理工学院就读期间，曾受到了保罗·萨缪尔森指导。之后他加入史隆管理学院任教直至1988年。随后，他加入哈佛商学院担任教授至2010年。2010年，他从哈佛大学荣休，重新加入斯隆管理學院担任杰出金融学教授至今。